# Jeux paralympiques d'hiver de 1992
Les Jeux paralympiques d'hiver 1992, Ves Jeux paralympiques d'hiver, se sont déroulés à Tignes en France, pour la première fois sur le lieu même des Jeux olympiques en ce qui concerne les Jeux paralympiques d'hiver.  
Pour des raisons de difficultés d'accès, les épreuves sur glace ne sont pas organisées.

## Organisation

### Emblème et mascotte
Imaginé par Jean-Michel Folon, le logo est un oiseau incarnant l'idée de liberté, semblable à l'homme qui en dépit de sa situation de handicap, triomphe face aux obstacles de la vie placés sur son chemin.
La mascotte officielle dénommée « Alpy » est créée par Vincent Thiebaut et représente le sommet de la montagne de la Grande Motte à Tignes. Alpy est représenté sur un monoski pour démonstrer son athlétisme, tandis que les couleurs utilisées, le blanc, le vert et le bleu symbolisent respectivement la pureté/la neige, l'espoir/la nature et la discipline/le lac.

### Nations participantes

Pays participants aux Jeux paralympiques d'hiver de 1992.

Le contexte international, faisant suite aux bouleversements du début des années 1990 — effondrement du bloc soviétique, réunification de l'Allemagne, dislocation de la Yougoslavie — ont amené la création de nouveaux États qui participent pour certains à leurs tout premiers Jeux. 
Ainsi, l'Allemagne présente une équipe unifiée pour la première fois aux Jeux paralympiques d'hiver, l'Allemagne de l'Est n'ayant participé qu'à une seule reprise aux Jeux paralympiques d'été en 1984. 
L'effondrement de l'URSS amène quant à lui la première participation d'un pays balte, l'Estonie. Une partie des autres pays de l'ex-Union soviétique (Russie, Belarus, Ukraine, Kazakhstan et Ouzbékistan), membres de la Communauté des États indépendants, participent sous les couleurs de l'Équipe unifiée. 
Enfin, la dislocation de la République fédérative socialiste de Yougoslavie entraine l'absence de participation d'anciennes nations yougoslaves à ces Jeux paralympiques, pourtant présente à ceux d'hiver de 1988.
Par ailleurs, deux autres nations concourent pour la première fois: la Corée du Sud et le Liechtenstein.
| Afrique | Amérique                        | Asie                            | Europe | Océanie                                |
| ------- | ------------------------------- | ------------------------------- | --- | -------------------------------------- |
| aucune  | - Canada (19) - États-Unis (29) | - Corée du Sud (2) - Japon (15) | - Allemagne (36) - Autriche (31) - Belgique (3) - Danemark (5) - Équipe unifiée (21) - Espagne (13) - Estonie (1) - Finlande (17) - France (31) (hôte) - Grande-Bretagne (15) - Italie (27) - Liechtenstein (1) - Norvège (23) - Pays-Bas (7) - Pologne (13) - Suède (9) - Suisse (19) - Tchécoslovaquie (16) | - Australie (5) - Nouvelle-Zélande (7) |
| 0 pays  | 2 pays                          | 2 pays                          | 18 pays | 2 pays                                 |

## Compétition

### Sports au programme
Ces Jeux sont constitués de 79 épreuves réparties dans trois disciplines, issues de deux sports.
- Ski alpin : les épreuves se déroulent au Stade international de Logan
  - Descente
  - Super G
  - Géant
  - Slalom
- Ski nordique : les épreuves se déroulent sur le site des Brévières de Tignes
  - Ski de fond
  - Biathlon

### Faits marquants
- La technique de patinage dite libre fait officiellement son apparition aux Jeux paralympiques.
- Les épreuves pour les déficients mentaux sont présentées en démonstration.
- En super-G, le norvégien Cato Zahl Pedersen bat son rival Gerd Schönfelder pour 74 dixièmes. Pedersen gagna d'ailleurs une autre médaille d'or et une médaille d'argent à ces jeux.
- L'URSS est présente au travers d'une équipe unifiée.

## Tableau des médailles

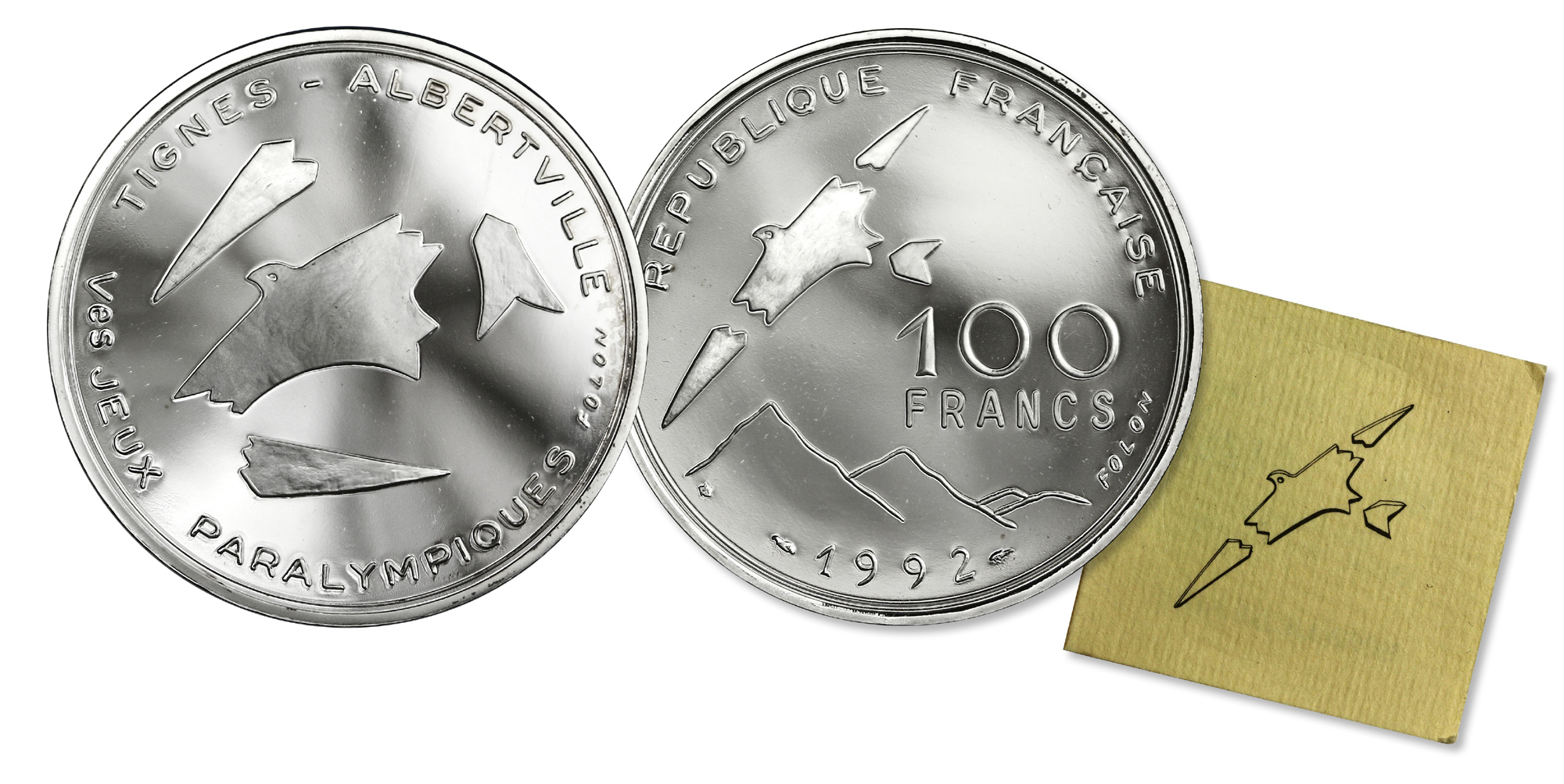
100 francs Belle épreuve Jeux paralympiques

- Pays organisateur ( France)

| Rang | Nation           | Or | Argent | Bronze | Total |
| ---- | ---------------- | -- | ------ | ------ | ----- |
| 1er  | États-Unis       | 20 | 16     | 9      | 45    |
| 2e   | Allemagne        | 12 | 17     | 9      | 38    |
| 3e   | Équipe unifiée   | 10 | 8      | 3      | 21    |
| 4e   | Australie        | 8  | 3      | 9      | 20    |
| 5e   | Finlande         | 8  | 2      | 4      | 14    |
| 6e   | France           | 6  | 4      | 9      | 19    |
| 7e   | Norvège          | 5  | 5      | 4      | 14    |
| 8e   | Suisse           | 3  | 8      | 4      | 15    |
| 9e   | Canada           | 2  | 4      | 6      | 12    |
| 10e  | Pologne          | 2  | 0      | 3      | 5     |
| 11e  | Nouvelle-Zélande | 2  | 0      | 0      | 2     |
| 12e  | Australie        | 1  | 1      | 2      | 4     |
| -    | Suède            | 1  | 1      | 2      | 4     |
| 14e  | Tchécoslovaquie  | 0  | 4      | 2      | 6     |
| 15e  | Royaume-Uni      | 0  | 1      | 4      | 5     |
| 16e  | Italie           | 0  | 1      | 3      | 4     |
| -    | Espagne          | 0  | 1      | 3      | 4     |
| 18e  | Danemark         | 0  | 1      | 0      | 1     |
| 19e  | Japon            | 0  | 0      | 2      | 2     |